# Irena Armutidisová (1988)
Irena Armutidisová mladší (* 28. dubna 1988 Ostrava) je česká sochařka, dcera fotografky Ireny Armutidisové a sochaře Nikose Armutidise. Žije v Brně a tvoří ve Veverských Knínicích, kde sdílí ateliér se svým otcem.

## Život a tvorba
Narodila se v Ostravě 28. dubna 1988, s rodiči však vyrůstala ve Veverských Knínicích poblíž Brna. V letech 2003–2007 studovala na Střední škole umění a designu v Brně obor průmyslový design. Od roku 2007 pak studovala v Ateliéru figurálního sochařství a medaile profesora Jana Hendrycha na Akademii výtvarných umění v Praze, kde absolvovala v roce 2013. V roce 2012 absolvovala studijní stáž na Hogeschool voor de Kunsten v Utrechtu.
Její tvorbu charakterizuje humor a lafontainovský postřeh, vytváří především portrétní reliéfy a zvířecí figury s výraznou charakteristikou a mimikou zobrazených postav. Již během studií vytvořila např. plakety Tomáše Garrigua Masaryka a Woodrowa Wilsona na zrekonstruované Masarykově studánce nedaleko Zastávky u Brna, odhalené v říjnu 2009. Následovala pamětní deska legionáře plk. Josefa Kejdy v Tetčicích, odhalená 21. května 2011, a další díla. Hned několik realizací má v Ivančicích: pamětní desku Jana Procházky z roku 2017, pamětní desku bratrů Jaromíra a Hynka Růžičkových z roku 2018 či bustu Jana Blahoslava na gymnáziu z roku 2019. Od roku 2011 se účastní různých výstav a sympozií.